# Gevorg Sa'akjan
Gevorg Sa'akjan (* 15. ledna 1990 Vagharšapat) je původem arménský zápasník – klasik, který od roku 2016 reprezentuje Polsko.

## Sportovní kariéra
Zápasení se věnuje od 9 let. Specializuje se na řecko-římský styl. V arménské mužské reprezentaci se pohyboval od roku 2012 ve váze do 66 kg. Na pozici reprezentační jedničky se však neprosazoval. V roce 2014 odjel na pozvání svého krajana Eduarda Barsegjana do polských Kartuz a v závěru roku 2016 obdržel polské občanství.

## Výsledky
| Olympijské hry     |    |    | — |   |     |   | — |   |   |   | — |   |    |  |  |  |  |  |  |  |  |  |  |  |  |
| Mistrovství světa  | —  | —  |   | — | —   | — |   | — | — | — |   | — | 3. |  |  |  |  |  |  |  |  |  |  |  |  |
| Evropské hry       |    |    |   |   |     |   |   |   |   | — |   |   |    |  |  |  |  |  |  |  |  |  |  |  |  |
| Mistrovství Evropy | —  | —  | — | — | —   | — | — | — | — | — | — | — | 5. |  |  |  |  |  |  |  |  |  |  |  |  |
| MS juniorů         | —  | —  | — | — | úč. |   |   |   |   |   |   |   |    |  |  |  |  |  |  |  |  |  |  |  |  |
| ME juniorů         | —  | —  | — | — | 3.  |   |   |   |   |   |   |   |    |  |  |  |  |  |  |  |  |  |  |  |  |
| ME dorostenců      | 2. | 5. |   |   |     |   |   |   |   |   |   |   |    |  |  |  |  |  |  |  |  |  |  |  |  |